# Figueiró da Serra e Freixo da Serra
Figueiró da Serra e Freixo da Serra (oficialmente: União das Freguesias de Figueiró da Serra e Freixo da Serra) é uma freguesia portuguesa do município de Gouveia, com 12,73 km² de área e 377 habitantes (censo de 2021). A sua densidade populacional é 29,6 hab./km².

## História
Foi constituída em 2013, no âmbito de uma reforma administrativa nacional, pela agregação das antigas freguesias de Figueiró da Serra e Freixo da Serra e tem a sede em Figueiró da Serra.

## Demografia
A população registada nos censos foi:
| Distribuição da População por Grupos Etários | Distribuição da População por Grupos Etários | Distribuição da População por Grupos Etários | Distribuição da População por Grupos Etários | Distribuição da População por Grupos Etários |
| -------------------------------------------- | -------------------------------------------- | -------------------------------------------- | -------------------------------------------- | -------------------------------------------- |
| Ano                                          | 0-14 Anos                                    | 15-24 Anos                                   | 25-64 Anos                                   | > 65 Anos                                    |
| 2001                                         | 51                                           | 54                                           | 185                                          | 151                                          |
| 2011                                         | 30                                           | 30                                           | 156                                          | 146                                          |
| 2021                                         | 27                                           | 23                                           | 152                                          | 175                                          |

À data da junção das freguesias, a população registada no censo anterior (2011) foi:
| Freguesia atual                     | Freguesia atual  | Freguesia atual | Freguesias antigas | Freguesias antigas | Freguesias antigas |
| Freguesia                           | População (2011) | Área (km²)      | Freguesia          | População (2011)   | Área (km²)         |
| ----------------------------------- | ---------------- | --------------- | ------------------ | ------------------ | ------------------ |
| Figueiró da Serra e Freixo da Serra | 362              | 12,73           | Figueiró da Serra  | 263                | 8,11               |
| Figueiró da Serra e Freixo da Serra | 362              | 12,73           | Freixo da Serra    | 99                 | 4,62               |